# Bajrakli-Moschee (Belgrad)

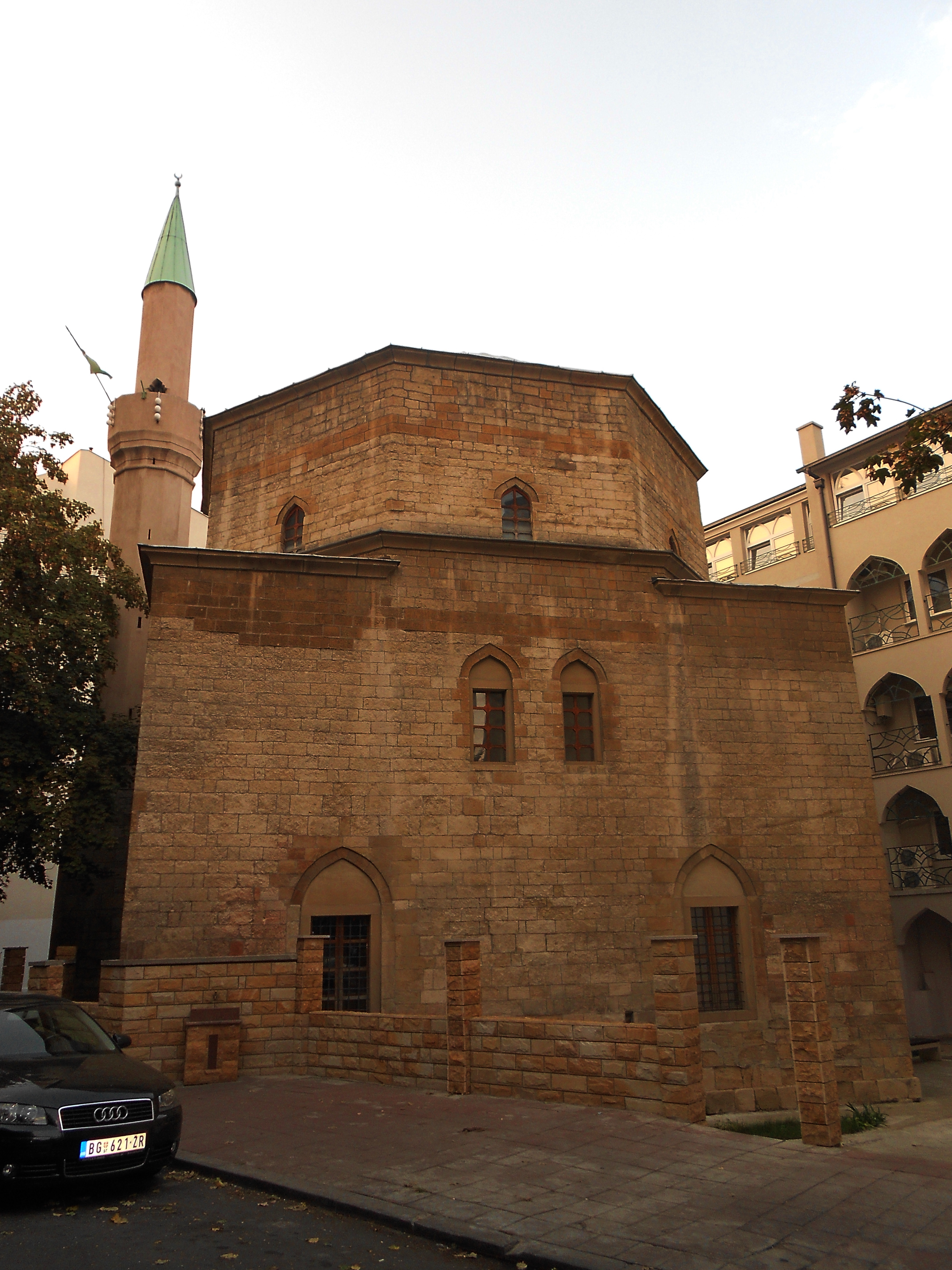
Die Bajrakli-Moschee in Belgrad

Die Bajrakli-Moschee (serbisch-kyrillisch Бајракли џамија, Bajrakli džamija, deutsch etwa Fahnenmoschee; ursprünglich Čohadži-Moschee) ist die letzte erhaltene Moschee von den ursprünglich 80 Moscheen in der serbischen Hauptstadt Belgrad. Sie liegt im Stadtteil Stari Grad in der Gospodar Jevremova 11. Die Moschee erhielt ihren Namen am Ende des 18. Jahrhunderts, weil auf ihr eine Fahne gehisst wurde, die das Zeichen für den gleichzeitigen Gebetsbeginn in den anderen Moscheen der Stadt gab.
Von den einst über 60 Moscheen und zahlreichen kleineren islamischen Gebetshäusern (mesdschid), ist die Bajrakli-Moschee in der Straße Gospodar Jevremova 11 das einzige erhaltene und aktive Objekt islamischen Sakralbaus in Belgrad. Sie befindet sich am Hang Richtung Donau, in der Nähe der Kreuzung mit der Straße Kralj Petar. Einst dominierte sie im Ambiente der überwiegend niedrigen Erdgeschosshäuser des betriebsamen Handels- und Handwerksviertels des Belgrader Städtchens Zerek.

## Geschichte
Die wohl ursprünglich 1575 errichtete Moschee wurde von 1660 bis 1688 neu erbaut (die Angaben in den verschiedenen Quellen sind nicht einheitlich). Zwischen 1717 und 1739 wurde die Moschee als römisch-katholische Kirche genutzt, kam anschließend aber wieder an den muslimischen Kultus, der noch heute nach einer Unterbrechung von 1878 bis 1893 gepflegt wird.
Vom osmanischen Reisebeschreiber Evliya Çelebi sind Beschreibungen von Belgrad aus dem 17. Jahrhundert erhalten, in denen er das Aussehen der Stadt zur Zeit der türkischen Herrschaft mit vielfältigen Objekten der islamischen Architektur bildhaft ausgemalt hat. Die Historiker und Reisebeschreiber Konstantin Jireček, Giuseppe Barbanti Brodano, sowie der Archäologe und Ethnologe Felix Kanitz haben die Bajrakli-Moschee in der zweiten Hälfte des 19. Jahrhunderts beschrieben. Man nimmt an, dass die heutige Bajrakli-Moschee an der Stelle errichtet wurde, an der früher die alte Mesdschid stand, wahrscheinlich in der zweiten Hälfte des 17. Jahrhunderts als Stiftung des türkischen Herrschers Sultan Süleyman II. (1687–1691). Laut damaliger Restauratoren hieß sie zunächst Čohadži-Moschee – Haddsch Alijas Moschee – und später Hussein-ćehajas Moschee, während sie ihren heutigen Namen Ende des 18. oder Anfang des 19. Jahrhunderts bekommen hat. In ihr als Hauptmoschee verweilte auch der muvakkit, jene Person, die die genaue Hidschra-Zeit nach islamischem Kalender (das im Jahr 622 beginnt, d. h. dem Jahr der Hidschra oder der Auswanderung des Propheten Mohammed aus der Stadt Mekka nach Medina) zur Bestimmung der heiligen Tage berechnete, den Mechanismus der Uhr regelte und die Fahne auf dem Minarett als Zeichen des gleichzeitigen Beginns des Gebets in allen anderen Gebetshäusern in der Belgrader Stadt hisste. Zur Zeit der österreichischen Herrschaft 1717–1739 diente sie als katholische Kathedralkirche und mit der Rückkehr der Türken 1741 wurde ihr ursprünglicher Zweck wiederaufgenommen. Im 19. Jahrhundert haben sie Herrscher aus der Dynastie Obrenović, Fürst Mihailo und König Aleksandar Obrenović, erneuert.
Fürst Mihailo Obrenović wies 1868 den Minister für Bildung und kirchliche Angelegenheiten an, sich eine der bestehenden Moscheen auszusuchen und sie für die Verrichtung muslimischer Glaubensriten Instand zu setzen. Gleichzeitig wurde neben der Moschee auch das Hinterhaus repariert. Der Minister für Bildung und kirchliche Angelegenheiten hat dem Staatsrat des Fürstentums Serbien den Akt vom 10. Mai 1868 mit folgendem Inhalt zugestellt: „Damit die Mohammedaner, die ihre Geschäfte in Belgrad tätigen, nicht ohne religiösen Trost bleiben, geruht Seine Durchlaucht zu befehlen, dass eine der hiesigen Moscheen als ihr Gebetshaus Instand gesetzt wird. Infolge dieser hohen Anweisung ist die „Bayrak“ Moschee als am meisten geeignet ausgewählt worden, und der Bauminister hat auf meine Bitte Fachleute ausgesandt, daher haben sie diese Moschee, sowie ein Gebäude neben ihr, das der Hoddscha bewohnen wird, in Augenschein genommen...“
Auf Erlass des Fürsten Mihailo Obrenović vom Mai 1868 wurde der Minister für Bildung und kirchliche Angelegenheiten dazu bevollmächtigt, „dem Hoddscha 240 und dem Muezzin 120 Taler jährlich zu geben“, Angestellte der Moschee konnten sich auch Mithilfe von Einnahmen aus Liegenschaften – Güter des Waqfs – den Lebensunterhalt finanzieren. Der erste Imam und Muezzin in der Bajrakli-Moschee wurden im selben Jahr 1868 ernannt.
Zwischen den zwei Weltkriegen erneuerte auch die Gemeinde der Stadt Belgrad die Moschee, als sie 1935 zum ersten Mal durch die Verordnung zum Erhalt Belgrader Altertümer geschützt wurde. Schäden aus dem Zweiten Weltkrieg wurden bis 1961 behoben; gleichzeitig fand eine statische Sicherung des Minaretts statt. Die Restauration wurde seitens des Volkskomitees der Stadt Belgrad und dem Institut für Schutz und wissenschaftliche Erforschung von Kulturdenkmälern mehrere Male durchgeführt sowie ab Mitte der 1960er Jahre auch seitens des Instituts für Denkmalschutz der Stadt Belgrad. Seit 1981 ist die Moschee als Kulturdenkmal von großer Bedeutung (Spomenici kulture od velikog značaja) geschützt. Nach der Brandsetzung und Beschädigung als Reaktion auf pogromartigen Ausschreitungen und Anschläge gegen Kirchen und Klöster im Kosovo im Jahr 2004 wurden Arbeiten an der Sanierung und Restaurierung der Steinfassade mit Erneuerung der Fensteröffnungen durchgeführt.

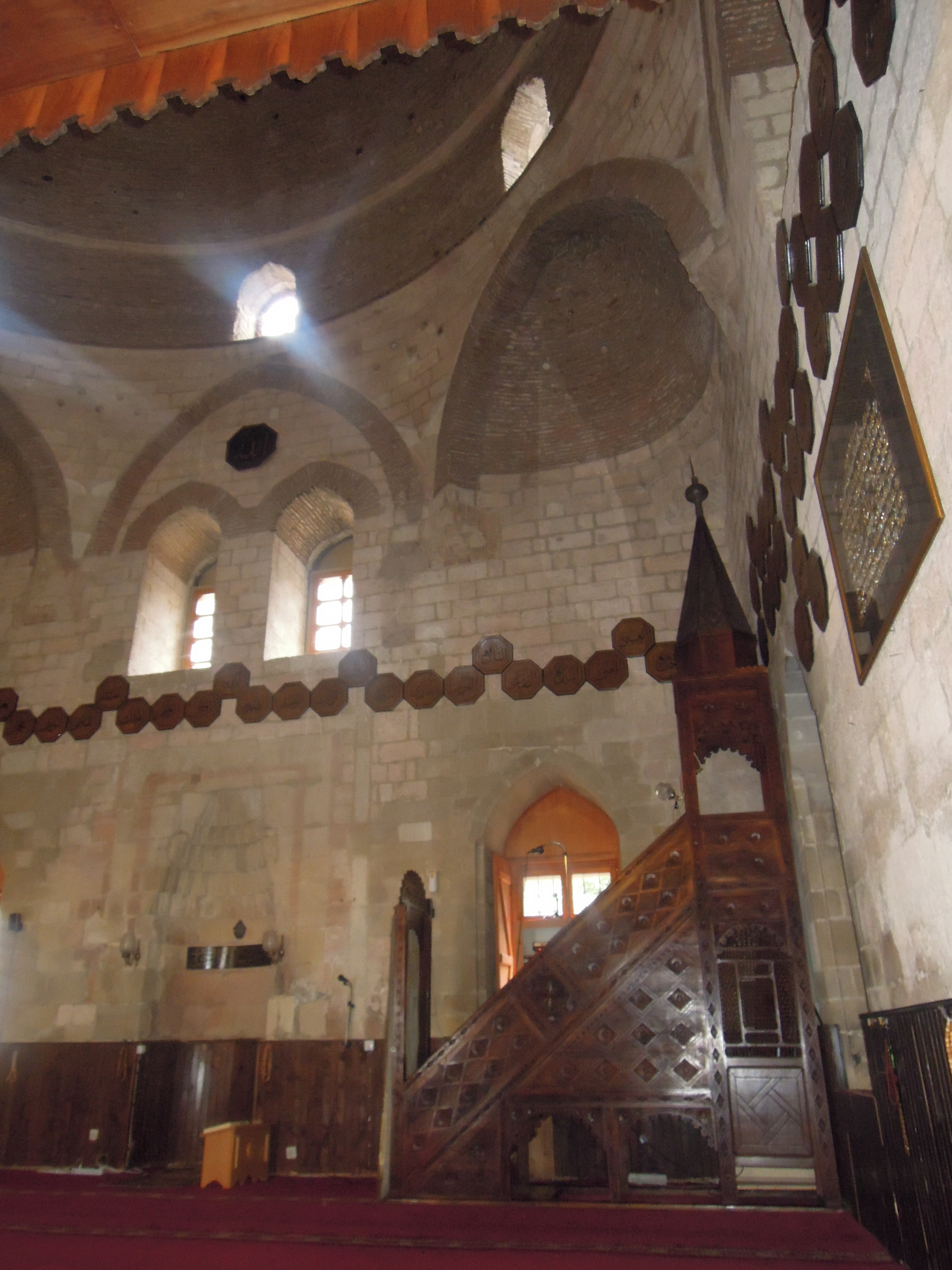
Inneneinrichtung, Minbar – Kanzel

## Anlage

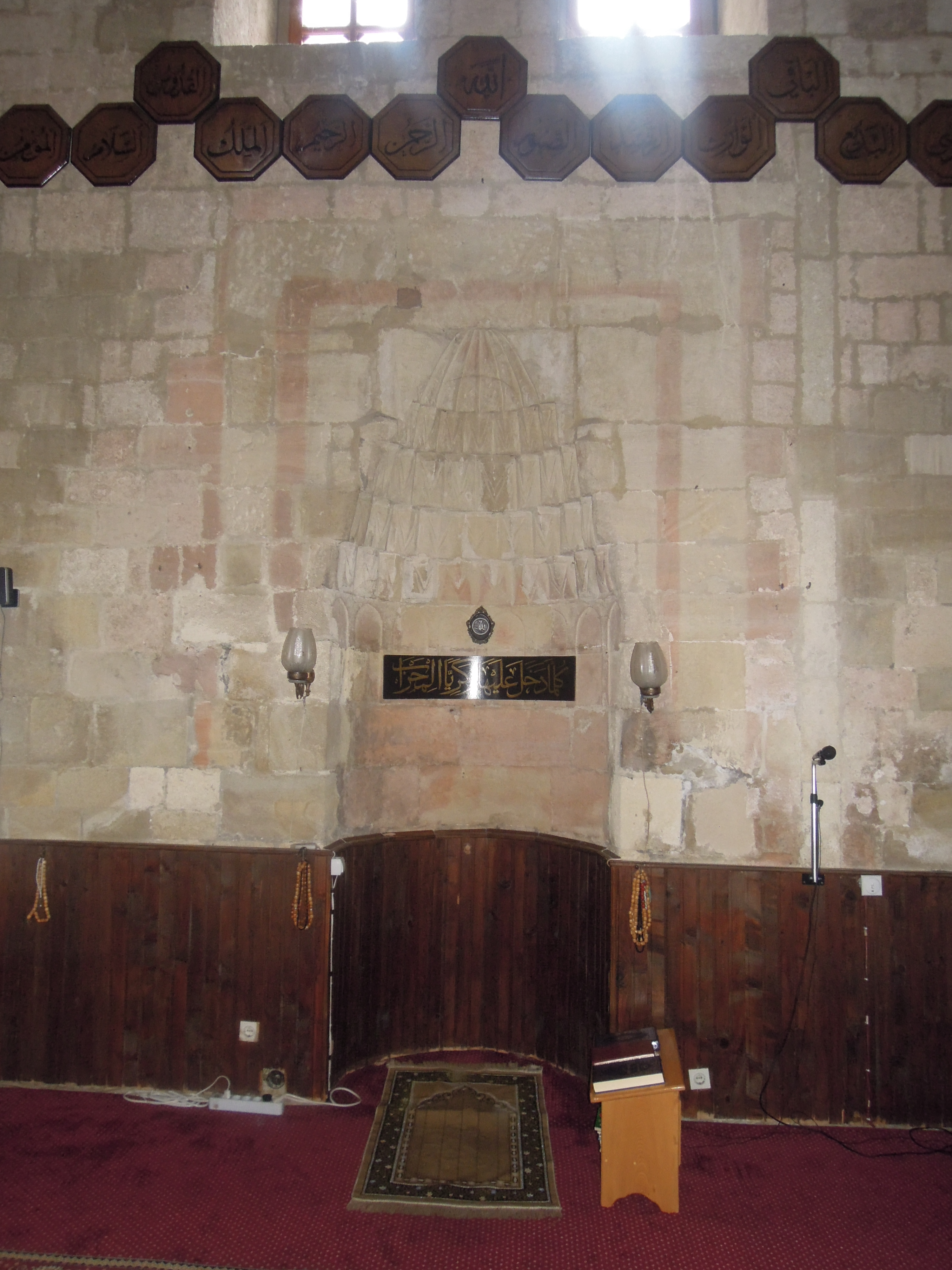
Gebetsnische - Mihrāb

Bei der Architektur der Moschee handelt es sich um den Typ des kubischen Einraum-Baus mit Kuppel und Minarett. Sie wurde aus Stein mit massiven Wänden und wenigen Öffnungen gebaut und einige Segmente wurden aus Ziegeln und Stein ausgeführt. Das Gebäude hat eine quadratische Basis, während die achteckige Kuppel getragen wird von östlichen Unterkuppel-Bögen und Nischen – dem Tambour, mit bescheidener Verzierung der Konsolen. Die Zahl der Fensteröffnungen an den Fassaden ist ungleich, während sich je eine an jeder Seite des Tambours der Kuppel befindet. Die Unterkuppel-Träger und alle Öffnungen am Gebäude schließen mit den charakteristischen orientalischen Spitzbögen ab. Auf der äußeren nordwestlichen Seite wurde das Minarett errichtet – ein schmaler Turm mit kegelförmigem Dach und einem Balkon außenherum nahe der Spitze, von welchem aus der Muezzin die Gläubigen zum Gebet ruft. Gegenüber dem Eingang, im Inneren der Moschee, befindet sich der heiligste Raum – der Mihrāb, eine flache Nische mit prunkvoller Verzierung des Gewölbes, errichtet in Richtung der heiligen Stadt Mekka nach Südosten, während die erhöhte Holzkanzel (Minbar) rechts vom Mihrab errichtet wurde, in der südwestlichen Ecke. Über dem Eingang befindet sich eine hölzerne Empore (mehfil) von der aus man auch zur şerefe, dem Balkon des Minaretts, gelangt.
Die Dekoration im Inneren der Moschee ist sehr bescheiden. Die Wände sind nicht verputzt und mit flachen Profilen, seltenen stilisierten floralen und geometrischen Motiven und kalligrafischen Aufschriften von Versen aus dem muslimischen heiligen Buch Koran versehen. Außerdem Namen der ersten rechtmäßigen religiösen Oberhäupter des Kalifen, sowie die göttlichen, d. h. die erhabenen Eigenschaften und Namen Allahs, in arabischer Schrift auf besonders verzierten, geschnitzten Tafeln (levha). Vor dem Eingang in die Moschee befand sich auch eine gewölbte Arkadengalerie mit drei kleineren Kuppeln. Im Hof befindet sich ein Brunnen für die Gebetswaschung sowie eine Religionsschule (Medrese) mit Bibliothek. Die Bajrakli-Moschee stellt das islamische kulturelle Hauptzentrum in Belgrad dar. Heute liegt sie ein wenig versteckt im Ambiente der höheren Wohnobjekte in der Straße Gospodar Jevremova.
Wegen des Alters, der Seltenheit, der Erhaltung des ursprünglichen Zwecks sowie der Repräsentativität des Sakralbaus und der islamischen Kultur wurde sie 1946 als Kulturdenkmal unter staatlichen Schutz gestellt und 1979 wurde sie zum Kulturgut von großer Bedeutung ernannt (Beschluss, Amtsblatt „Službeni glasnik SRS“ Nr. 14/79).